# Hungarian International 2008
Die Hungarian International 2008 im Badminton fanden vom 30. Oktober bis zum 2. November 2008 in Budapest statt. Es war die 33. Auflage dieser internationalen Meisterschaften von Ungarn. Das Preisgeld betrug 5.000 US-Dollar, was dem Turnier zum BWF-Level 4B verhalf. Der Referee war Cleopatra Monco aus Italien.

## Austragungsort
- BME MAFC Gabányi László Sportshall, Hauszmann Alajos u. 10 (XI. Distrikt)

## Sieger und Platzierte
| Disziplin    | Gold                                       | Silber                                | Bronze                           |
| ------------ | ------------------------------------------ | ------------------------------------- | -------------------------------- |
| Herreneinzel | Anand Pawar                                | Martin Delfs                          | Dieter Domke                     |
| Herreneinzel | Anand Pawar                                | Martin Delfs                          | Kieran Merrilees                 |
| Dameneinzel  | Petya Nedelcheva                           | Maja Tvrdy                            | Anastasia Prokopenko             |
| Dameneinzel  | Petya Nedelcheva                           | Maja Tvrdy                            | Olga Golovanova                  |
| Herrendoppel | Kasper Faust Henriksen Christian Skovgaard | Maurice Niesner Till Zander           | Konstantin Dobrev Yulian Hristov |
| Herrendoppel | Kasper Faust Henriksen Christian Skovgaard | Maurice Niesner Till Zander           | Peter Zauner Jürgen Koch         |
| Damendoppel  | Anastasia Prokopenko Olga Golovanova       | Petya Nedelcheva Dimitria Popstoikova | Atanaska Spasova Maya Dobreva    |
| Damendoppel  | Anastasia Prokopenko Olga Golovanova       | Petya Nedelcheva Dimitria Popstoikova | Anna Narel Natalia Pocztowiak    |
| Mixed        | Vitaliy Durkin Nina Vislova                | Ivan Sozonov Anastasia Prokopenko     | Stilijan Makarski Diana Dimova   |
| Mixed        | Vitaliy Durkin Nina Vislova                | Ivan Sozonov Anastasia Prokopenko     | Valeriy Atrashchenkov Olena Prus |

## Finalergebnisse
| Disziplin    | Sieger                               | Finalist                              | Ergebnis          |
| ------------ | ------------------------------------ | ------------------------------------- | ----------------- |
| Herreneinzel | Anand Pawar                          | Martin Delfs                          | 22:20 12:21 21:12 |
| Dameneinzel  | Petya Nedelcheva                     | Maja Tvrdy                            | 21:11 21:8        |
| Herrendoppel | Kasper Henriksen Christian Skovgaard | Maurice Niesner Till Zander           | 21:12 21:12       |
| Damendoppel  | Anastasia Prokopenko Olga Golovanova | Petya Nedelcheva Dimitria Popstoikova | 21:12 10:21 21:12 |
| Mixed        | Vitaliy Durkin Nina Vislova          | Ivan Sozonov Anastasia Prokopenko     | 21:11 21:19       |